# Antoine Grimaldi de Monaco
Ne doit pas être confondu avec Antoine de Monaco (règne en 1352-1357), Antoine de Monaco, Antoine Grimaldi (mort en 1358), Antoine Grimaldi (1697-1784) ou Antonio Grimaldi Cebà.
Pour les articles homonymes, voir Antoine de Monaco et Antoine Grimaldi.
Antoine Grimaldi, co-seigneur de Monaco succède à son frère en 1427.
Il est l'un des trois fils de Rainier II de Monaco et d'Isabella Asinari

## Armoiries
| Blason | Blasonnement : Fuselé d'argent et de gueules. |